# 孙耀廷
孙耀廷（？—），男，中华人民共和国政治人物，曾任吉林省人民政府秘书长，吉林省政协副主席，吉林省关心下一代工作委员会主任。